# Алексеев, Яков Яковлевич
Яков Яковлевич Алексеев (1884―1950) ― советский учёный, ботаник, кандидат биологических наук, профессор Смоленского государственного педагогического института.

## Биография
Яков Яковлевич Алексеев родился 19 октября 1884 года в городе Смоленске в семье железнодорожника. После окончания Смоленской духовной семинарии работал учителем в земской школе. В 1911 году Алексеев окончил естественное отделение Императорского Дерптского университета, в 1912 году защитил кандидатскую диссертацию. Работал ассистентом в ботаническом кабинете Варшавского ветеринарного института под руководством выдающегося российского ботаника Михаил Семёновича Цвета. Был одним из первых членов Русского ботанического общества.
В 1914 году Алексеев вернулся в Смоленск, где стал преподавать ботанику в учительском институте. Когда в 1918 году был создан Смоленский государственный университет, он стал профессором и первым заведующим кафедрой ботаники. Возглавлял эту кафедру более тридцати лет, до самой своей смерти. За время его работы была проведена большая работа по изучению растительности Смоленской области. Алексеев опубликовал более 40 научных работ, в том числе по вопросам изучения естествознания и ботаники в средних и средних специальных учебных заведениях. Неоднократно избирался депутатом Смоленских областного и городского Советов депутатов трудящихся. Принимал активное участие в планировке и организации зелёных насаждений в городе.
Умер 3 августа 1950 года, похоронен на Братском кладбище Смоленска.

## Избранная библиография
- Алексеев Я. Я. Растительность Смоленской губернии. — Смоленск : Госуд. ун-т : Губ. отд. нар. образ., 1927 (гостип. им. Смирнова). — 69 с.
- Алексеев Я. Я. Очерк растительности Смоленской губернии. — Смоленск : [б. и.], [1924] (гостип. им. Смирнова). — 107—120 с.
- Алексеев Я. Я., Лабренец Ф. Ф, Шевелёв Ю. Е., илл. Ю. А. Малевский. Дунин мох [Текст] : [Рассказ о торфяных болотах: Для детей среднего возраста]. — Смоленск : Запгиз, 1933 (тип. им. Смирнова). — 48 с.
- Алексеев Я. Я. Определитель растений. — Смоленск : Запгиз, 1934. — 248 с.
- Алексеев Я. Я. Полевые сорняки Западной области и меры борьбы с ними. — Зап. обл. краевед. науч.-исслед. инст. Смоленский педагог. ин-т им. К. Маркса. — Смоленск : Зап. обл. гос. изд-во, 1936.
- Алексеев Я. Я. Определитель растений — Смол. педагог. ин-т им. Карла Маркса. — 2-е изд., испр. и доп. — Смоленск : Смолгиз, 1938 (Типография им. Смирнова). — 260 с.
- Алексеев Я. Я. Как повысить урожай картофеля. — [Смоленск] : Смолгиз, 1946 (тип. им. Смирнова). — 52 с.
- Алексеев Я. Я. Полевые сорняки Смоленской области и меры борьбы с ними. — Смол. краевед. науч.-исслед. ин-т. Кафедра ботаники Смол. пед. ин-та. — [Смоленск] : Смолгиз, 1948.
- Алексеев Я. Я. Растительный покров Смоленской области. — Смол. обл. краевед. науч.-исслед. ин-т. — [Смоленск] : Смол. обл. гос. изд., 1949 (тип. им. Смирнова). — 156 с.
- Алексеев Я. Я. Определитель растений Смоленской и смежных с ней областей. — 3-е изд. — Смоленск : Кн. изд-во, 1961.